# Giesswein Sándor-emléktábla

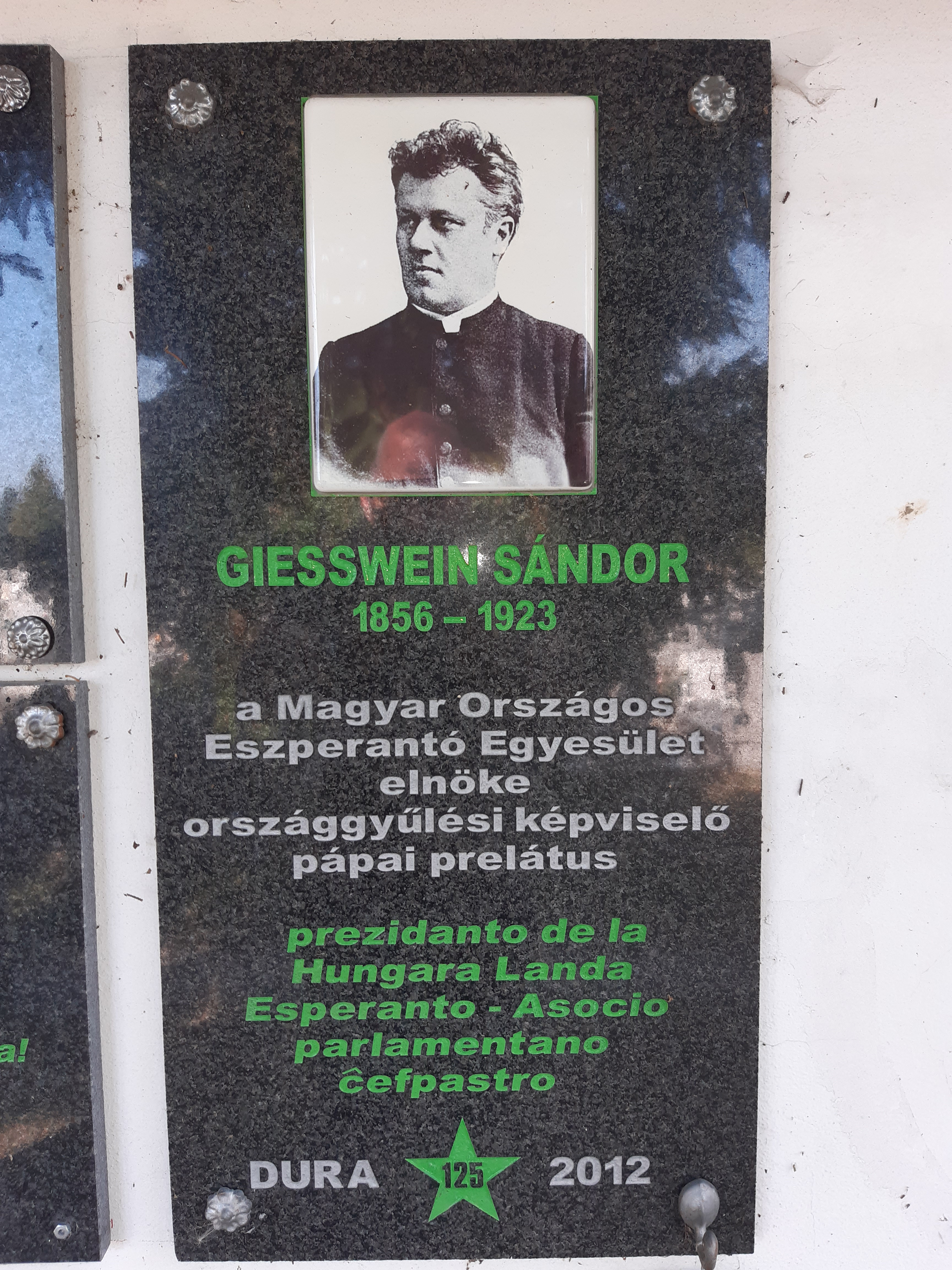
Az emléktábla a dombóvári (Rákóczi utcai) katolikus temető ravatalozójának K-i homlokzatán

A Giesswein Sándor-emléktábla Dombóváron, a római katolikus temető ravatalozójának keleti homlokzatán található. Felavatására az eszperantó nyelv megjelenésének 125. évfordulója alkalmából, 2012. április 14-én került sor. Az emléktáblával tovább nőtt a Dombóvárra telepített eszperantáliák száma.

## Előzmények
2012-ben volt 111 éve annak, hogy Lehman György az első dombóvári eszperantista és 100 éve annak, hogy dr. Gyöngyössy György az első komolyabb sikereket elért dombóvári eszperantista megszületett. Giesswein Sándor a dombóvári születésű Szepessy László költőt kérte fel a keresztényszocialisták indulójának a Riadó c. költemény megírására.

### Az eszperantó nyelv Dombóváron – dokumentumok tükrében
2005 tavaszán összeírták az eszperantó nyelv helytörténetét. A Dél-Dunántúli Regionális Eszperantó Alapítvány 2005 óta ápolja a mesterséges eredetű, de 2004 óta élő nyelv hagyományait Dombóváron. Giesswein Sándor 1923-ban megalapítja az Eszperantisták Nemzetközi Békeunióját, innentől lehet számottevő eredményekről beszámolni az eszperantó tekintetében Dombóváron. Giessweinnek az első dombóvári eszperantista Lehman György segítségével sikerült meghonosítani az eszperantó nyelvet a településen.

## A tábla avatása

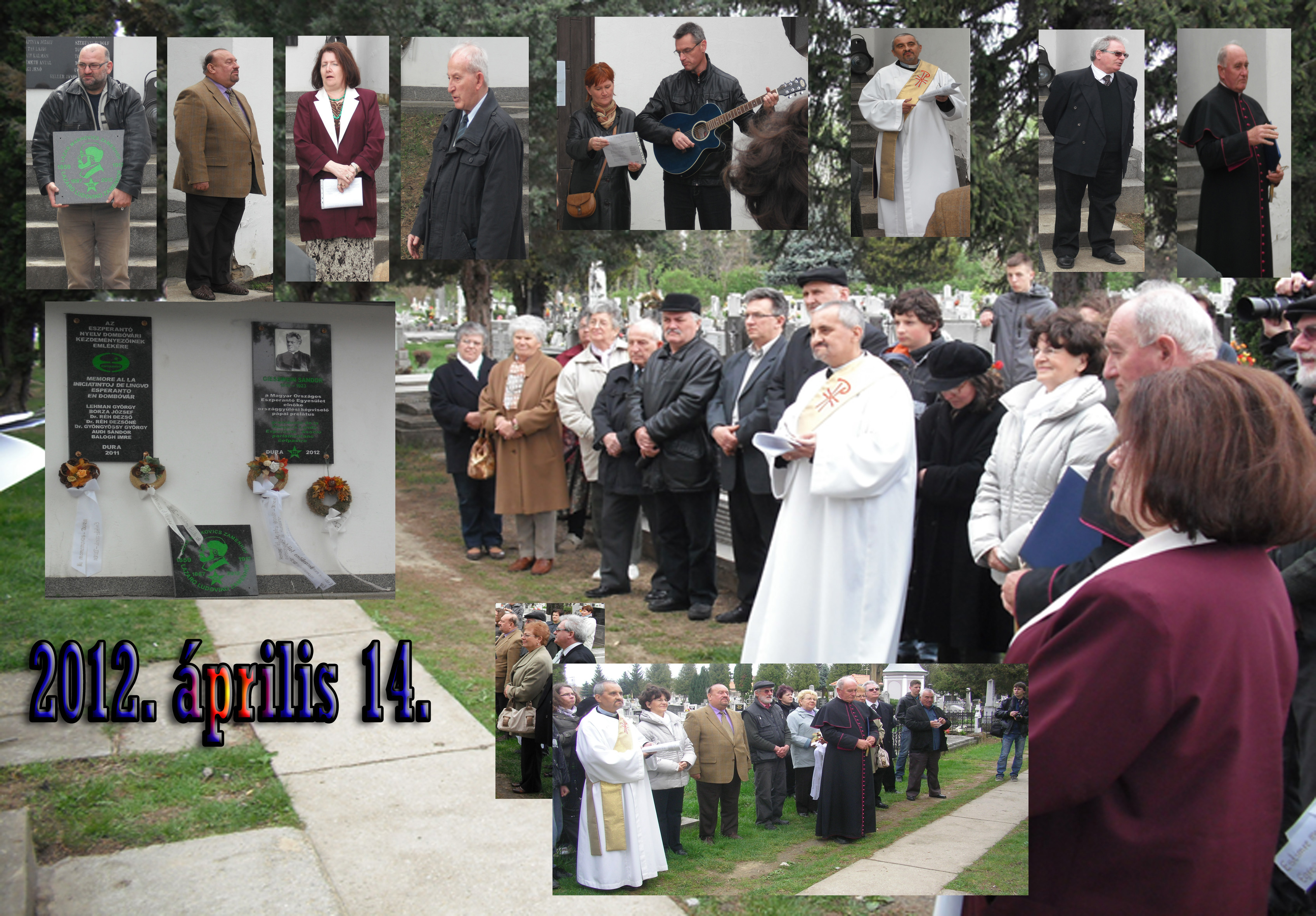
A tábla avató ünnepsége, 2012. április 14-én 14.00-kor

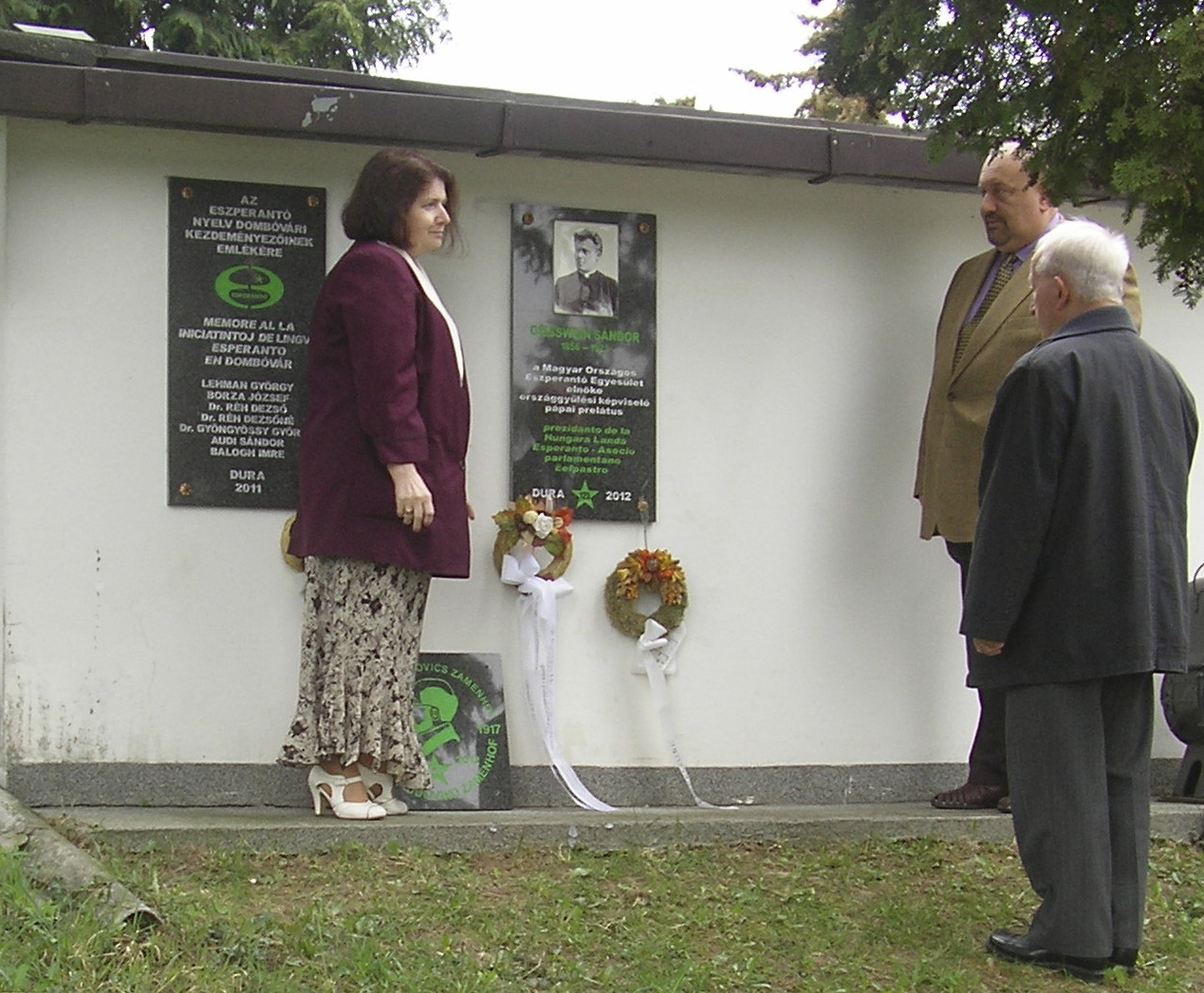
Vendég eszperantisták koszorúzása

2012. április 14-én volt Lazar Markovics Zamenhof (eszperantóul: Lazaro Ludoviko Zamenhof) halálának 95. évfordulója. Ezen alkalomra készült egy 40 cm x 40 cm x 2 cm -es gránit Zamenhof portré, amely a MESZ új irodáját fogja díszíteni.
Giesswein Sándor (1856. február 4. - 1923. április 15.) pápai prelátus, kanonok nyelvész, filozófus, a Magyar Tudományos Akadémia levelező tagja, a Szent István Akadémia elnöke, a magyarországi keresztényszocialista mozgalom megalapítója, a mosonmagyaróvári választókerület országgyűlési képviselője, a Magyar Békeegyesület elnöke, a Magyar Országos Eszperantó Egyesület elnöke (1911-1923), emléktáblájának avatásán G. Nagy Róbert a Dél-Dunántúli Regionális Alapítvány - DURA kuratóriumi elnöke köszöntötte a megjelent vendégeket, és köszöntőjében kitért az emléktábla avatásának aktualitására, majd további magyar és eszperantó nyelvű köszöntők következtek Nanovfszky György - a Magyarországi Eszperantó Szövetség (MESZ) tiszteletbeli elnöke, Sereghyné Zengő Enikő - a MESZ elnökségi tagja, Könczöl Ernő - az egri Verda Stelo Eszperantó Klub küldötte, Kőszegi Csaba Valér - a DURA alapítvány titkára, Kirsch János - szekszárdi diakónus, Kriston Vízi József - a Dombóvári Helytörténeti Múzeum igazgatója, Rostás Jenő István - dombóvári apát-plébános.

## Giesswein Sándoreszperantáliák
- Budapest VIII. Kerepesi temető, 53-1-82. Felszámolt sírhely.
- Dombóvár, katolikus temető ravatalozójának falán gránit emléktábla.[8]
- Győr, Káptalandomb 7., Római Katolikus Hittudományi Főiskola lépcsőfordulójában, gipsz mellszobor.
- Győr, Püspöki Székesegyház altemploma. Kriptafülke, vörös gránittábla.
- Mosonmagyaróvár, Szt. Gotthárd plébániatemplom, Magyar utca felőli templomkert, mellszobor.
- Pécs, Papnövelde u. Eszperantó Park. Gránit emléktábla.[8]
- Tata, plébánia épületének homlokzatán emléktábla (Kossuth tér 15.).
- Taksony, Szent Anna templom tetején: Szobor a Giesswein síremlékéről.[9]

### Giesswein-emlékbizottság
A magyaróvári Szent Gotthard egyházközség hozta létre 2006-ban a szociális felelősségvállalás - az örök emberi értékeken alapuló politizálás elismerésére. Giesswein-emlékéremmel tüntetik ki a Giesswein emléknapon a társadalmi környezet iránt nem közönyös egyéneket.
Giesswein-emlékérmet kaptak:
- Böjte Csaba ferences rendi szerzetes - 2012[11]
- Kozma Imre atya - a Magyar Máltai Szeretetszolgálat elnöke - 2011
- Iváncsics János egyetemi tanár - 2011 (posztumusz)[12]
- Semjén Zsolt a Kereszténydemokrata Néppárt elnöke, miniszterelnök helyettes - 2010[13]
- Michl József Tata kereszténydemokrata polgármestere - 2009[14]